# Världsmästerskapen i skidskytte 1977
De femtonde världsmästerskapen i skidskytte  genomfördes 1977 i Vingrom vid Lillehammer i Norge.
Till och med 1983 anordnades världsmästerskap i skidskytte endast för herrar.

## Resultat

### Sprint herrar 10 km
| Placering | Åkare              | Land          |
| --------- | ------------------ | ------------- |
| 1.        | Aleksandr Tichonov | Sovjetunionen |
| 2.        | Nikolaj Kruglov    | Sovjetunionen |
| 3.        | Aleksandr Usjakov  | Sovjetunionen |

### Distans herrar 20 km
| Placering | Åkare              | Land          |
| --------- | ------------------ | ------------- |
| 1.        | Heikki Ikola       | Finland       |
| 2.        | Sigleif Johansen   | Norge         |
| 3.        | Aleksandr Tichonov | Sovjetunionen |

### Stafett herrar 4 x 7,5 km
| Placering | Land          | Åkare                                                                       |
| --------- | ------------- | --------------------------------------------------------------------------- |
| 1.        | Sovjetunionen | Aleksandr Tichonov, Aleksandr Jelisarov, Aleksandr Usjakov, Nikolaj Kruglov |
| 2.        | Finland       | Erkki Antila, Raimo Seppänen, Simo Halonen, Heikki Ikola                    |
| 3.        | Östtyskland   | Manfred Beer, Klaus Siebert, Frank Ullrich, Manfred Geyer                   |

## Medaljfördelning
| Plats | Land          | Guld | Silver | Brons | Totalt |
| ----- | ------------- | ---- | ------ | ----- | ------ |
| 1     | Sovjetunionen | 2    | 1      | 2     | 5      |
| 2     | Finland       | 1    | 1      | 0     | 2      |
| 3     | Norge         | 0    | 1      | 0     | 1      |
| 4     | Östtyskland   | 0    | 0      | 1     | 1      |